# Боровая Шохра
Боровая Шохра — река в России, протекает в Межевском районе Костромской области. Устье реки находится в 184 км по левому берегу реки Межа. Длина реки составляет 25 км.
Боровая Шохра берёт начало в заболоченном лесном массиве в 40 км к северо-западу от села Пыщуг близ границы с Вологодской областью. Двумя километрами восточнее находится исток реки Пыщуг (приток Ветлуги). Течёт на юго-запад по ненаселённому заболоченному лесу, собирая воду многочисленных небольших притоков. Русло сильно извилистое. Впадает в Межу у нежилой деревни Борки.

## Данные водного реестра
По данным государственного водного реестра России относится к Верхневолжскому бассейновому округу, водохозяйственный участок реки — Унжа от истока и до устья, речной подбассейн реки — Бассей притоков Волги ниже Рыбинского водохранилища до впадения Оки. Речной бассейн реки — (Верхняя) Волга до Куйбышевского водохранилища (без бассейна Оки).
По данным геоинформационной системы водохозяйственного районирования территории РФ, подготовленной Федеральным агентством водных ресурсов:
- Код водного объекта в государственном водном реестре — 08010300312110000015600
- Код по гидрологической изученности (ГИ) — 110001560
- Код бассейна — 08.01.03.003
- Номер тома по ГИ — 10
- Выпуск по ГИ — 0